# تام راب اسمیت
تام راب اسمیت (به انگلیسی: Tom Rob Smith) نویسنده انگلیسی، از مادری سوئدی و پدری انگلیسی است که در سال ۱۹۷۹ در لندن متولد شد.
اسمیت از دانشگاه کمبریج در سال ۲۰۰۱ در رشته شعر و ادبیات انگلیسی فارغ‌التحصیل شد و پس از آن در رشته نویسندگی خلاق در ایتالیا به تحصیل پرداخت. سپس به عنوان نویسنده در بی‌بی‌سی مشغول به کار شد و ۴ سال به عنوان خبرنگار این رسانه در ویتنام به فعالیت پرداخت.
رمان اول او، کودک ۴۴ در سال ۲۰۰۸ بر اساس پرونده قاتل زنجیره‌ای معروف روسیه، آندره چیکاتیلو، در دهه ۱۹۸۰ و دوران حکومت کمونیستی، منتشر شد. همان سال، این کتاب جایزه خنجر فولادی یان فلمینگ را برای بهترین تریلر سال توسط انجمن منتقدین ادبی دریافت کرد، کاندیدای جایزه کتاب بوکر و جایزه کوستا شد. در سال ۲۰۰۹ کودک ۴۴ برنده جایزه ویورتون گود رید برای رمان اول و جایزه گالاکسی بوک شد.
پس از کودک ۴۴ اسمیت کتاب دوم خود، گزارش محرمانه را در سال ۲۰۰۹ منتشر کرد، که ادامه‌ای بر وقایع تاریخی دوران نیکیتا خروشچف است، و در تابستان ۲۰۱۱ سومین کتاب او، با عنوان مأمور ۶ روانه بازار کتاب شد.

## رمان‌ها
کودک ۴۴
گزارش محرمانه
مأمور ۶
مزرعه (کتاب)